# Токсичная маскулинность
Токси́чная маскули́нность (токси́чная му́жественность; англ. toxic masculinity) — концепция в психологии и в гендерных исследованиях, которая используется для описания норм мужского поведения, причиняющего вред обществу. Данная концепция определяет «токсичными» такие общественные стереотипы, как женоненавистничество, гомофобия и т. д.
В психологии токсичная мужественность означает традиционные нормы мужского поведения, которые могут быть направлены как против отдельных женщин и мужчин, так и общества в целом. Концепция «токсичности» не ставит своей целью дискредитировать традиционно мужское поведение, но подчёркивает негативные последствия конформизма к его традиционным проявлениям — доминированию, самонадеянности, состязательности.
Мужчины, склонные к проявлениям токсичной мужественности, склонны к психическим расстройствам, среди которых наиболее распространены депрессия, стрессовые расстройства, алкогольная и наркотическая зависимости, а также недовольство собственным образом тела, низкий уровень социализации, перманентная потребность властвовать и сталкинг. Также отмечается, что наблюдаемые расстройства усиливаются у тех мужчин, которые проявляют излишнюю самоуверенность и доминирование над женщинами.

## Критика термина
В Университете Дьюка был запущен проект «Мужской проект Дьюка» (Duke Men’s Project), который спонсировал женский центр Университета Дьюка. Со слов инициатора проекта, Эндрю Тан-Делли Цикчи, первоначальной целью было помочь студентам разрушить неверное представление о маскулинности. На второй год существования «Мужской проект Дьюка» подвергся критике в прессе как угроза мужскому началу.